# 张焕学
張煥學，漢族，中共政治人物、軍事人物，2015年7月獲得中國人民解放军少將軍階。
先后任職解放军多個軍區、部門，曾仼河北省军区副司令员、天津警備區參谋長等職務。